# Гуальяноне, Омеро
Виктор Омеро Гуальяноне Соса (исп. Víctor Homero Guaglianone Sosa; 24 сентября 1937, по другим данным 1936, Монтевидео) — уругвайский футболист, нападающий.

## Биография
Омеро Гуальяноне родился в Монтевидео. Там же он начал карьеру, выступая за клуб «Монтевидео Уондерерс». В 1959 году футболист забил 13 голов в чемпионате страны, став лучшим бомбардиром турнира. На следующий год он был куплен итальянским клубом «Лацио», по одним данным за 13 млн лир, по другим за 15 млн. Уже на второй день в команде, Омеро получил тяжёлую травму — разрыв паховой мышцы и долго время не выступал. 16 октября он дебютировал в составе команды в матче с «Удинезе», в котором «Лацио» проиграл 0:2. Потом футболист долечил травму, а затем заболел вирусом гепатита. В результате первая игра Гуальяноне в Италии осталась и последней, а игрок был продан обратно в Уругвай. Болельщики же «Лацио» долго использовали фамилию нападающего, когда клуб покупал не очень известного игрока за большие деньги.
Проведя сезон в «Насьонале», Гуальяноне вернулся в свой бывший клуб, «Уондерерс». С этим клубом игрок выиграл второй дивизион чемпионата Уругвая и стал лучшим бомбардиром турнира. Затем он уехал в гуаякильскую команду «9 октября», потом играл в Депортиво Галисии, «Данубио», «Атлетико Букараманге», «Колоне». В середине 1970-х Гуальяноне играл за клуб «Палермо» (Роча) в полулюбительской Лиге Роченсе.
В 2014 году Гуальяноне был приглашён почётным гостем на жеребьёвку молодёжного чемпионата Южной Америки, который прошёл в Уругвае.

## Достижения
Командные
- Чемпион Южной Америки (до 19 лет): 1954[10]
- Чемпион Южной Америки: 1959 (Эквадор)[11]

Личные
- Лучший бомбардир чемпионата Уругвая: 1959 (13 голов)
- Лучший бомбардир второго дивизиона чемпионата Уругвая: 1962